# Claudio Mussner
Claudio Mussner (* 28. Oktober 1986 in Bozen) ist ein italienischer Biathlet.
Claudio Mussner lebt in Wolkenstein in Gröden. Er startet für G. S. Fiamme Gialle und wird von Andreas Zingerle trainiert. 2004 rückte er erstmals in den Nationalkader Italiens auf. 2004 debütierte er auch international in Obertilliach im Europacup der Junioren, 2007 gewann er einen Sprint in Cesana San Sicario. Erste Großereignis wurden die Junioren-Weltmeisterschaften 2005 in Kontiolahti. Mussner lief auf die Ränge 42 im Einzel, 54 im Sprint, 47 in der Verfolgung und wurde 13. mit der Staffel. Es folgte im Jahr darauf die Teilnahme an der Junioren-WM in Presque Isle, wo der Italiener 31. des Einzels wurde, 36. des Sprints und 37. der Verfolgung. Die dritte und letzte Junioren-WM wurde die Heim-WM in Martell bei der Mussner im Einzel auf den 66. Platz kam, im Sprint 27. wurde, 22. der Verfolgung sowie Staffel-12. National gewann er zwischen 2004 und 2007 neun Medaillen bei Jugend- und Juniorenmeisterschaften, darunter fünf Titel.
In der Saison 2007/08 debütierte Mussner im Leistungsbereich. Erste Rennen im Europacup, dem späteren IBU-Cup, bestritt er 2007 in Obertilliach und wurde 81. eines Einzels und 49. eines Sprints. Noch in seiner ersten Saison erreichte er mit Platz 21 bei einem Sprint in Valromey sein bislang bestes Resultat in der zweithöchsten Rennserie. Erstmals an einem Großereignis nahm der Italiener im Rahmen der Biathlon-Europameisterschaften 2008 in Nové Město na Moravě teil. Er kam nur im Einzel zum Einsatz und wurde dort 53.